# 박정수 (1895년)
박정수(朴定守, 일본식 이름: 大山定守오야마 데이슈, 1895년 8월 28일 ~ ?)는 일제강점기의 관료로, 본적은 평안북도 선천군 선천읍이다.

## 생애
1914년 경성고등보통학교 부설 임시교원양성소 제1부를 졸업했고 평안북도 삼봉공립보통학교 훈도(1915년 3월 23일 ~ 1920년)와 선천공립보통학교 훈도(1921년 ~ 1924년), 신풍공립보통학교 훈도(1924년 7월 24일 ~ 1927년)를 역임했다. 1927년 9월 15일부터 1933년까지 평안북도 시학을 역임했으며 1929년 12월 4일 신의주공립보통학교 훈도로 임명되었다. 1930년 9월 15일부터 1933년까지 평안북도 내무부 학무과 속(屬)으로 근무했으며 1933년 7월 20일 일본 정부로부터 훈8등 서보장을 받았다.
1933년 11월 1일부터 1934년까지 평안북도 벽동군 속(屬)으로 근무했으며 1935년 4월 27일부터 1937년 6월 9일까지 평안북도 철산군수를 역임했다. 1935년 10월 1일 조선총독부로부터 시정 25주년 기념 표창을 받았고 1935년 11월 2일 일본 정부로부터 훈7등 서보장을 받았다. 1937년부터 1939년까지 평안북도 박천직물검사소장을 역임했으며 1937년 6월 10일 평안북도 박천군수, 1941년 3월 31일 평안북도 영변군수로 각각 임명되었다. 1937년 11월 1일 일본 정부로부터 훈6등 서보장을 받았고 1941년 6월 7일 조선총독부로부터 조선어시험임시위원으로 임명되었다.
평안북도 박천군수 재직 시절에 일어난 중일 전쟁 당시 군수 물자 조달 업무, 군인 및 유가족 위문 업무, 군대 후원 업무, 국방사상 보급 및 선전 업무, 국채 소화 및 저축 장려 업무, 국방헌금 및 애국기 헌납자금 모집 업무를 수행하여 일본의 침략 전쟁에 적극 협력했다. 1940년 4월 29일 중일 전쟁에 협력한 공로를 인정받아 일본 정부로부터 훈6등 단광욱일장을 받았으며 1943년 11월 11일 일본 정부로부터 훈5등 서보장, 1944년 12월 27일 일본적십자사로부터 유공장을 받았다.
민족문제연구소의 친일인명사전 수록자 명단의 관료 부문, 친일반민족행위진상규명위원회가 발표한 친일반민족행위 705인 명단에 포함되었다.

## 참고자료
- 친일반민족행위진상규명위원회 (2009). 〈박정수〉. 《친일반민족행위진상규명 보고서 Ⅳ-7》. 서울. 70~75쪽.